# أحمد خليل خير الله
أحمد خليل عبد العزيز خير الله سياسي مصري من أبناء القبائل العربية، ولد في 16 يونيو 1978م - 26 جمادى الآخرة 1398 هـ بمدينة العجمي بالأسكندرية.
مهتم بأفكار الإصلاح والبناء والتغيير من خلال القرآن والسنة، ومتخصص في الفكر الإداري والاستراتيجي وبناء الإنسان، وهو عضو مجلس النواب لدورتين عن حزب النور المصري وعضو لجنة الدفاع والأمن القومي ولجنة الإدارة المحلية، ورئيس الهيئة البرلمانية لحزب النور في مجلس النواب المصري، ومحاضر في الأكاديمية العربية للعلوم والتكنولوجيا.

## التعليم
- ماجستير إدارة الأعمال (MBA).
- ماجستير في الإستثمار في الدول النامية.
- دكتوراة في رأس المال الفكري من جامعة عين شمس (DBA)
- الدبلوم المهني الاتجاهات الحديثة لإعداد سياسات وإجراءات الموارد البشرية من معهد كامبردج
- دبلومة التخطيط الإستراتيجي من معهد القيادة والإدارة البريطاني.
- مستشار جودة إدارية معتمد الأيزو 9001 وأيزو 10019 من LMS البريطانية.
- مستشار في علم أنماط التفكير ونموذج هيرمان.

حصل على:
- إجازة في كتب السنة الستة.
- دراسات متخصصة في القيادة والإدارة، وله أبحاث مستقلة في هذا المجال.
- دورة التعايش الميداني للحكومة الصينية في خمس ولايات لمدة 22 يوم في الصين.
- دورة متخصصة في إعداد القوانين البرلمانية والدستورية (بيروت).
- دورة متخصصة في قراءة الموازنة العامة المصرية.
- دورات متخصصة في إتخاد القرار.
- دورات متخصصة في علم التغيير.

## التدرج الوظيفي
- نائب رئيس مجلس إدارة مدارس العجمي النموذجية 2002-2005م.
- رئيس مجلس الإدارة لنفس المدرسة 2005-2007م.
- عضو مجلس النواب في برلمان 2019م.
- رئيس مجلس إدارة شركة step للاستشارات الإدارية والتدريب.
- محاضر في قسم الدراسات العليا بالأكاديمية العربية للعلوم والتكنولوجيا.
- ممارسة الاستشارات والتدريب الإداري الميداني من عام 2000.
- شارك في كثير من المؤتمرات وقام بتدريب كثير من أعضاء الإدارة العليا في كثير من المؤسسات المصرية والعربية خاصة في دولة تونس وليبيا والإمارات وقطر وسوريا واليمن وكذلك بعض الكوادر العربية في كندا وأمريكا وإنجلترا.

## إنجازاته
- عضو مجلس الشعب دورة 2012م.
- عضو المجلس الأعلى للصحافة دورة 2013م.
- عضو لجنة الدستور المصري 2012م.
- عضو مجلس النواب في برلمان 2020م.
- صاحب أول استجواب في مجلس الشعب في دورة 2012م، وصاحب مشروع قانون الطب الشرعي، وقانون الشهر العقاري.
- صاحب قانون القراءة والمعرفة.
- صاحب مفهوم ومصطلح الكودرة الإدارية.
- مثل مصر في البرلمان العالمي ال IPU في الدورة 2012 كامبالا.
- وكيل لجنة الشباب والرياضة في مجلس الشعب دورة 2013، وكان أصغر وكيل لجنة في تاريخ مجلس الشعب المصري .
- له ستة كتب مطبوعة وعشرات المحاضرات التي ساهمت في نفع آلاف الشباب المصري والعربي.
- له برنامج إداري كامل بعنوان «ساعة إدارة» متوفر على الإنترنت وله حلقات إدارية متخصصة على قناة المحور.

## مؤلفاته
- عاصمة بلاد الذكر: النجاح في الحياة بالصلاة والسلام على سول الله ﷺ، دار المعالي، 2014م.
- العرش الأبيض: دليلك لبناء موقف إيجابي تجاه كل محنة، دار المعالي، 2014م.
- رمضان ليس جزيرة نيلسون: أفكار ورؤى منهجية لرمضان مختلف، وإنسان التقوى هدف، 2014م.
- عقلية الحل: مفاهيم قرآنية وخطوات عملية، دار المعالي، 2014م.
- صناعة عقل: يقظة تصنعها الحروف، دار المعالي، 2016م.
- نفسية الإصلاح: كن أنت الفارق، دار المعالي، 2017م.
- صنع في الحج: ٤٠ فكرة لبناء عالم أنقى، دار المعالي، 2018م.
- بذور حياة: كلمات تنتظر أبطالها، دار المعالي، 2019م
- رجال النحل، دار المعالي، 2021م
- وكان مستحيلا، مجموعة قصصية، 2021.
- التسبيح لبناء العالم، دار المعالي، 2022م
- وضوء في محراب الحياة، دار المعالي، 2024م